# الفصلة (مسلسل)
مسلسل الفصلة هو مسلسل كوميدي كويتي تم عرضه عام 2015.

## قصة المسلسل
يذهب مرزوق في رحلة خاصة خارج الكويت ويتعرض لحادث وتصل أخبار غير صحيحة إلى أهله بأنه لقي حذفه، وبعد مرور عام ونصف تقريبا، يعود إلى الكويت ليكتشف أن شقيقه (أحمد الفرج) وزوجته (مرام) قد قاما بالاستيلاء على البيت وتحويله إلى فندق واستراحة خاصة خصوصًا أن البيت مساحته كبيرة ويقع في موقع مميز، وتبدأ محاولات (مرزوق) لاستعادة منزله.

## الممثلون المشاركون
- طارق العلي
- أحمد الفرج
- نورة العميري
- مرام البلوشي
- خالد المظفر
- سلطان العلي
- جمال الردهان
- عبد الرحمن العقل
- أحمد السلمان
- سلطان الفرج